# Will Cuppy
William Jacob « Will » Cuppy (23 août 1884 - 19 septembre 1949), est un écrivain américain et un critique littéraire célèbre pour ses écrits satiriques et ses livres humoristiques parodiant des figures historiques ou scientifiques.

## Biographie
Né dans l'Indiana, Will Cuppy suit des études de littérature britannique à l'université de Chicago, et publie ses premiers articles dans la presse locale. En 1910, encore étudiant, il publie son premier livre, un recueil de nouvelles sur le thème de la vie étudiante. 
Après avoir effectué son service militaire, Will Cuppy entre au New York Herald où il se voit confier une chronique hebdomadaire intitulée Mystery and Adventure dont il assurera la rédaction jusqu'à sa mort.
Mais ce sont ses articles publiés dans le New Yorker qui feront sa renommée d'écrivain humoristique. Plusieurs de ses articles deviendront des livres, à l'image de Comment reconnaître vos amis des grands singes (1931), son œuvre la plus célèbre. Son nom est alors associé aux autres humoristes de l'hebdomadaire, tels Robert Benchley ou James Thurber. 
Dépressif, Will Cuppy meurt à New York des suites d'une overdose de médicaments.

## Citation
« La forme même des pyramides d'Égypte montre que déjà les ouvriers avaient tendance à en faire de moins en moins. »